# Wyrszec
Wyrszec (bułg. Вършец) – miasto w północno-zachodniej Bułgarii, w obwodzie Montana, siedziba administracyjna gminy Wyrszec.

## Geografia
Wyrszec położone jest blisko Berkowicy, ok. 30 km od Montany. Leży u podnóża pasma górskiego Todorini kukli na północnych stokach Starej Płaniny. Miasto otaczają tereny leśne. W miejscowości znajdują się gorące źródła, przy których mieści się uzdrowisko i sanatorium dla ludzi z nerwicami i reumatyzmem. Na terenach miasta odkryto ruiny fortyfikacji rzymskich z monetami rzymskimi i płytami ceramicznymi.

## Sport
W mieście działa klub piłkarski FK „Wyrszec”`99.

## Znane osoby
- Todor Bożinow - polityk
- Weselin Nikiforow - profesor
- Wjara Ankowa - dziennikarka, korespondentka telewizji w Grecji
- Łyczezar Stanczew - poeta

## Galeria

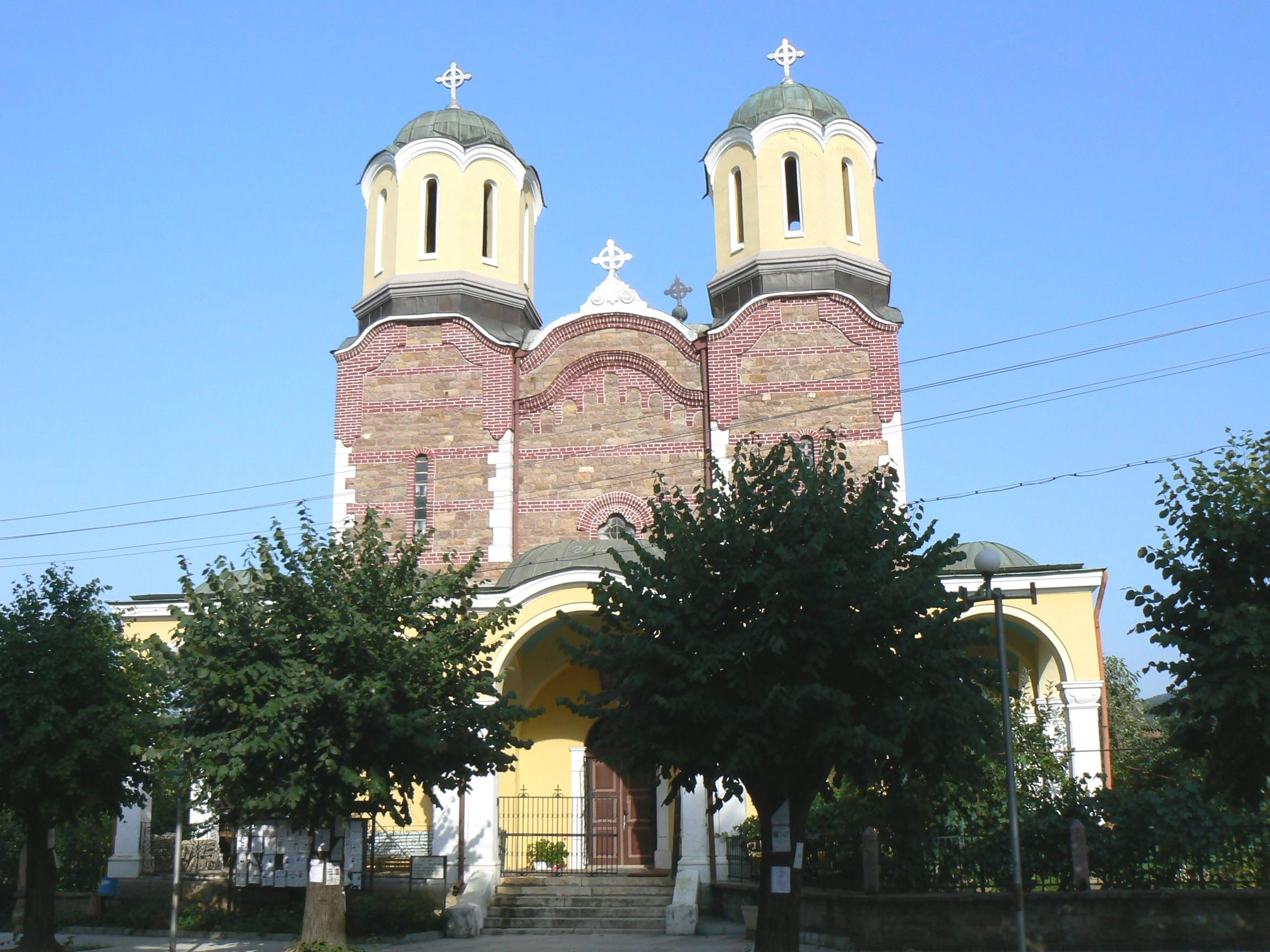
Cerkiew Sweti Georgi
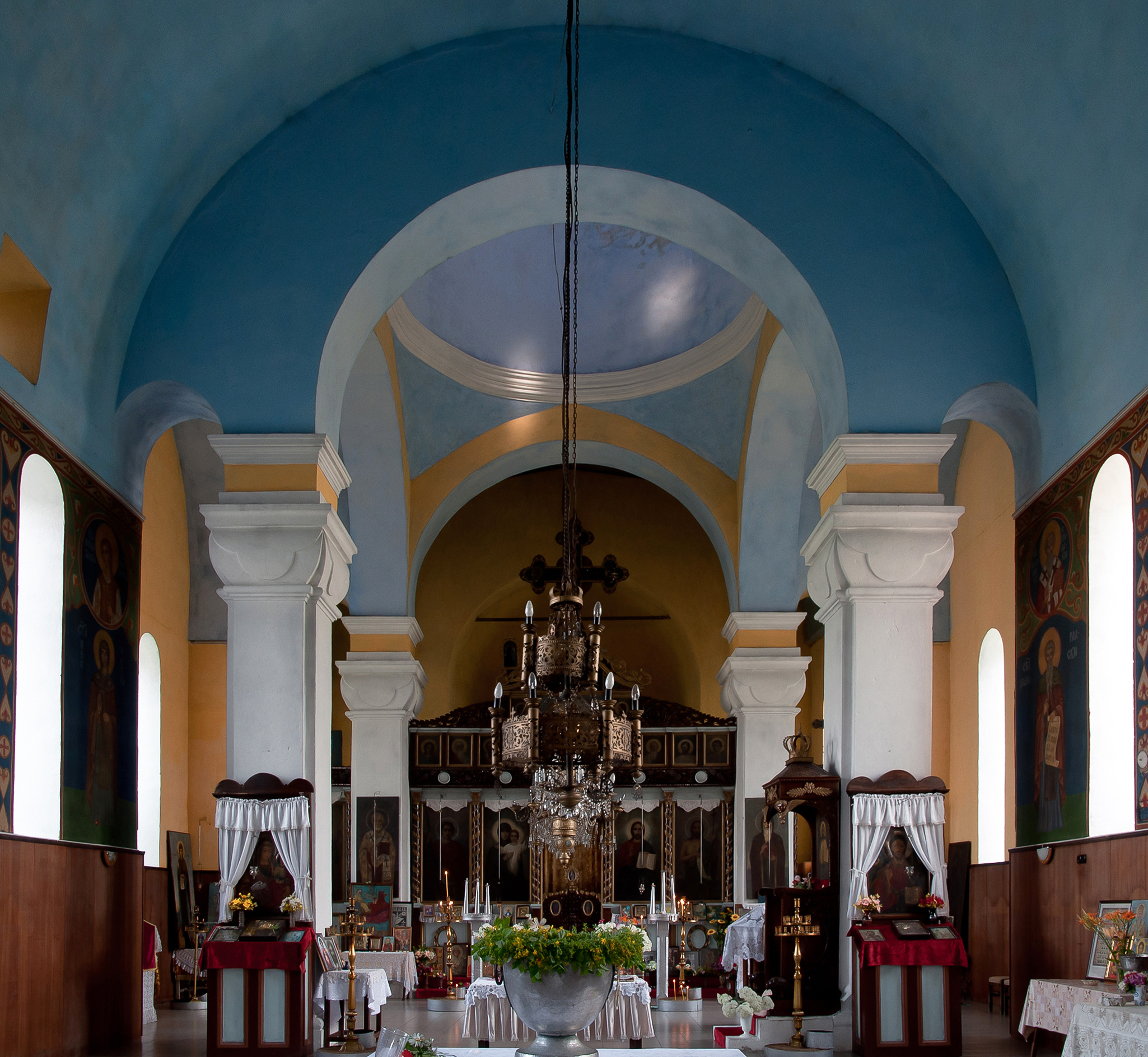
Wnętrzne cerkwi
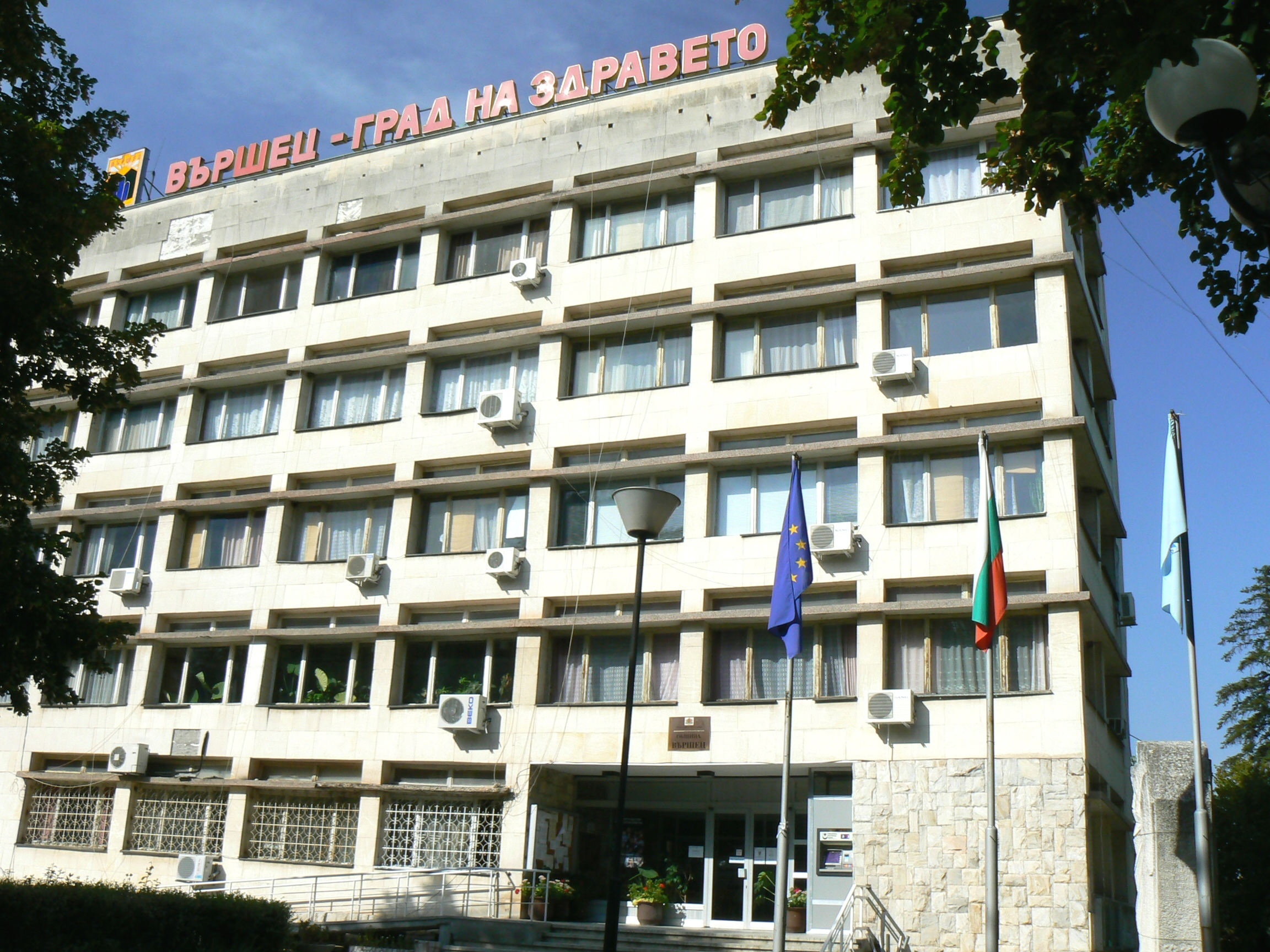
budynek z mottem miasta
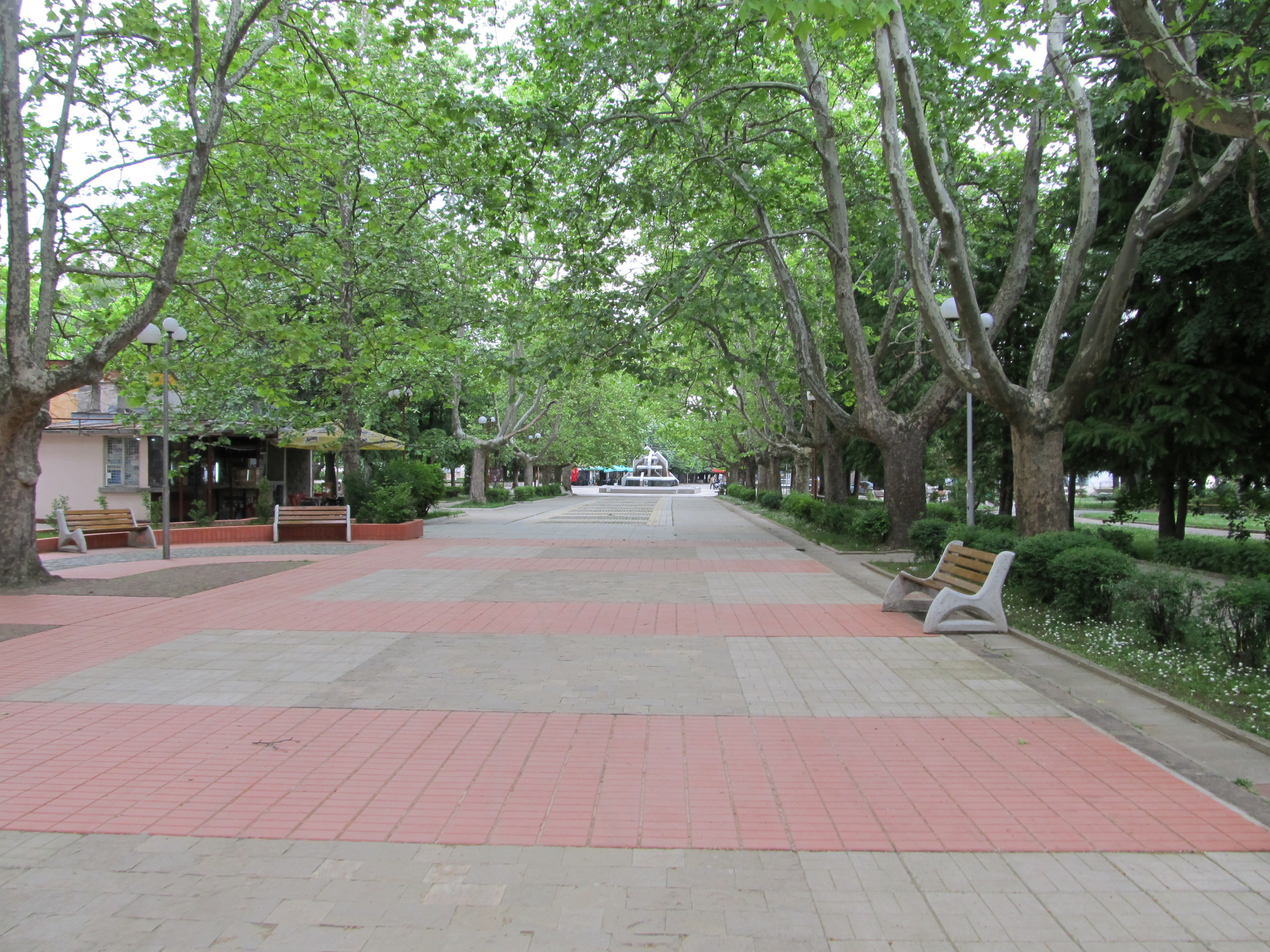
Park
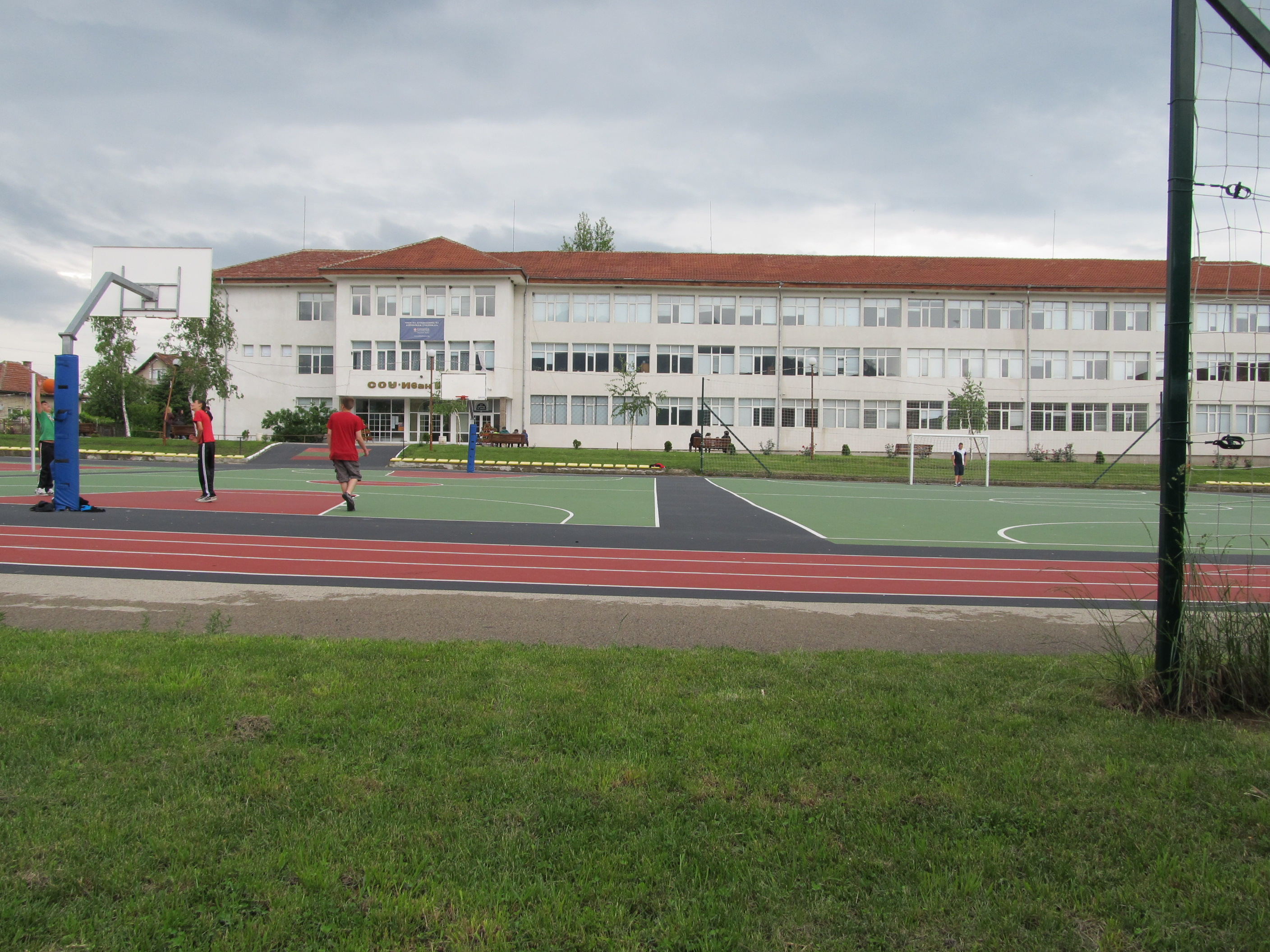
Szkoła
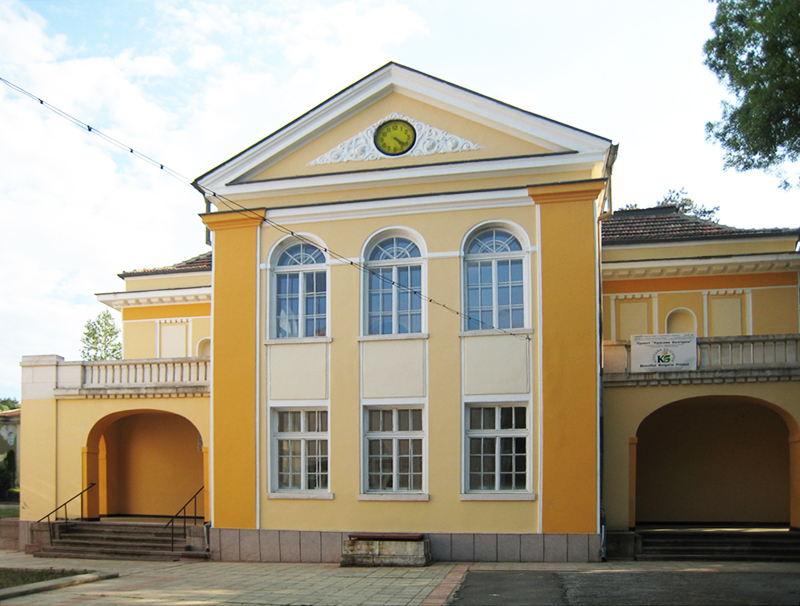
Uzdrowisko
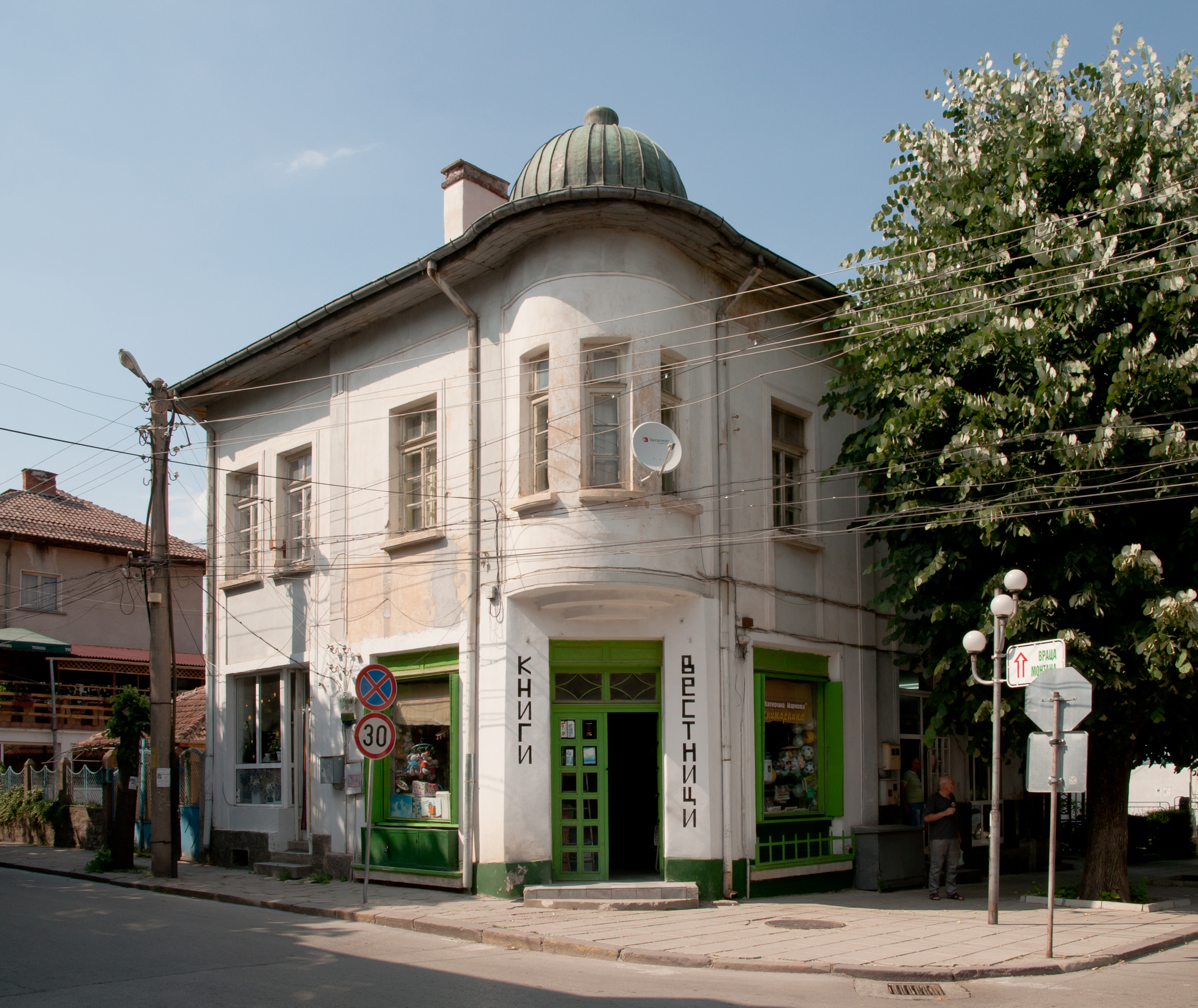
Księgarnia
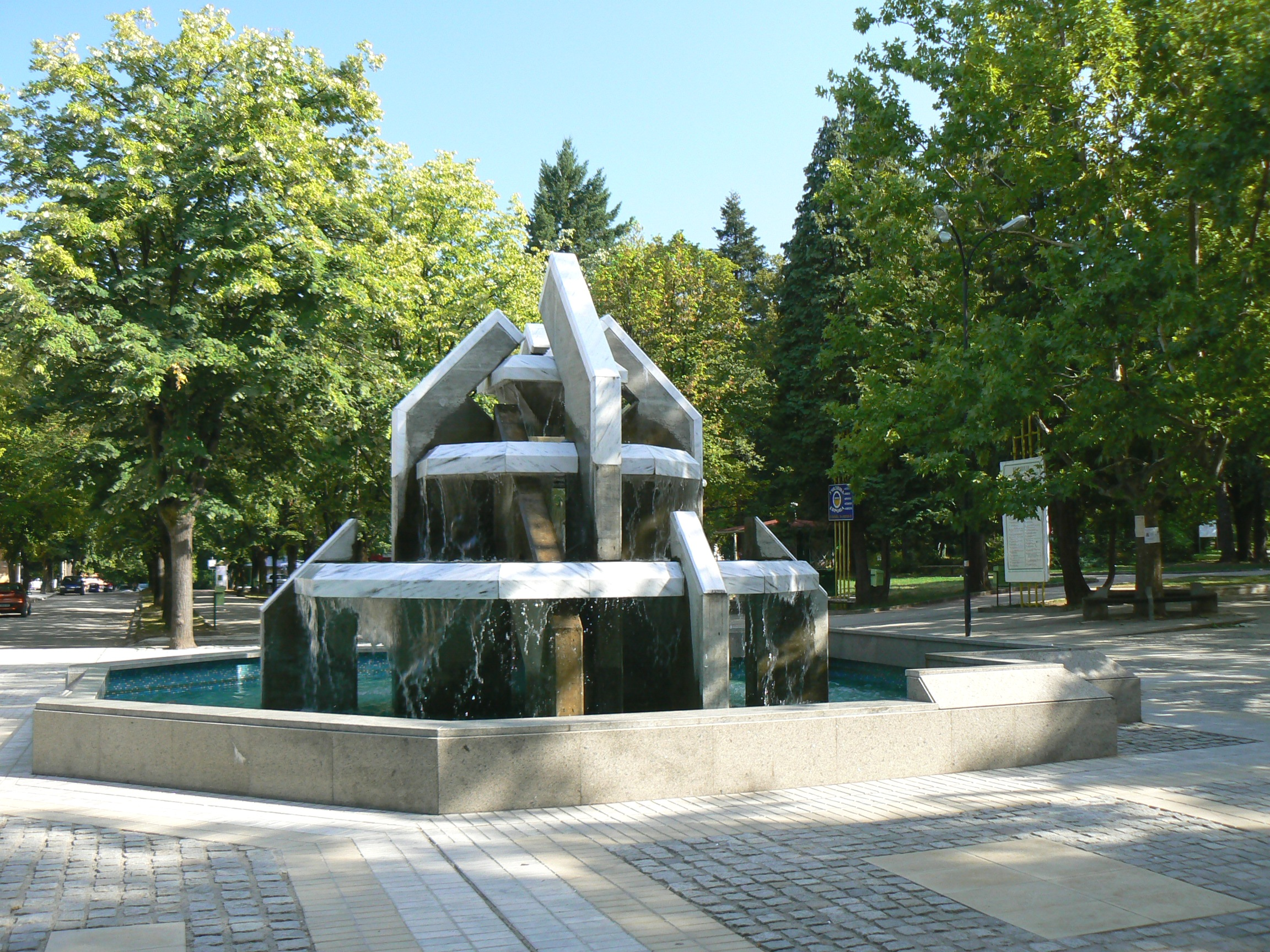
Fontanna

## Miasta partnerskie
- Nikozja
- Limassol
- Sokobanja[5]